# Aspects of the Theory of Syntax
Aspects of the Theory of Syntax, conhecida em grupos de linguística simplesmente como Aspects, é um livro de linguística escrito pelo linguista estadunidense Noam Chomsky, publicado originalmente em 1965. Nos Aspects, Chomsky apresenta uma reformulação mais profunda e extensa da gramática gerativo-transformacional, novo modo de análise sintática introduzida na década de 1950 com o lançamento de sua primeira obra, Syntactic Structures (1957). Ela expõe os pressupostos epistemológicos de Chomsky com o objetivo de estabelecer a formulação de teorias linguísticas como uma disciplina formal (ou seja, baseada na manipulação de símbolos e regras) comparável às ciências físicas, ou seja, um domínio de investigação bem definido em sua natureza e escopo.
De uma perspectiva filosófica, ele direcionou a pesquisa linguística convencional para longe do behaviorismo, construtivismo, empirismo e estruturalismo e próxima do mentalismo, nativismo, racionalismo e gerativismo, respectivamente, tomando como seu principal objeto de estudo o funcionamento abstrato e interno da mente humana relacionado com aquisição e produção de linguagem.